# Степанов, Владимир Филиппович
Владимир Филиппович Степанов (род. 25 марта 1963) — летчик вертолётного полка Северо-Кавказского военного округа, майор.

## Биография
Родился 25 марта 1963 года в станице Федоровской Абинского района Краснодарского края.
В 1980 году призван для прохождения срочной службы в Вооруженные Силы СССР. Служил в вертолетных авиационных частях различных военных округов. Принимал участие в ликвидации последствий катастрофического землетрясения в Армении в 1988 году, в локализации межнациональных вооруженных конфликтов в Нагорном Карабахе, Азербайджане, Южной Осетии в 1990—1992 годах, в Абхазии в 1993 году.
За мужество и героизм, проявленные при проведении операции по освобождению заложников, захваченных в городе Ростов-на-Дону вооруженными террористами, Указом Президента РФ от 18 апреля 1994 года майору Степанову Владимиру Филипповичу присвоено звание Героя Российской Федерации с вручением медали «Золотая Звезда».
В 1998 году уволился в запас по выслуге лет. Проживает в Краснодарском крае.